# Demostració invàlida
A les matemàtiques hi ha diverses demostracions amb contradiccions òbvies. Tot i que les demostracions són errònies, els errors són subtils. Aquestes fal·làcies són considerades simples curiositats, però poden ser utilitzades per il·lustrar la importància del rigor en aquesta àrea.

## Exemples

### Demostració que 1 equival a −1
Suposem que estem treballant amb el conjunt dels nombres complexos i comencem amb:
1=1
Ara, els convertim en fraccions
{\displaystyle {\frac {1}{-1}}={\frac {-1}{1}}}
Aplicant l'arrel quadrada a les dues bandes obtenim:
{\displaystyle {\sqrt {\frac {1}{-1}}}={\sqrt {\frac {-1}{1}}}}
Que equival a
{\displaystyle {\frac {\sqrt {1}}{\sqrt {-1}}}={\frac {\sqrt {-1}}{\sqrt {1}}}}
Però ja que {\displaystyle i={\sqrt {-1}}} (veure nombre imaginari), podem substituir-lo, obtenint:
{\displaystyle {\frac {1}{i}}={\frac {i}{1}}}
Reordenant l'equació per eliminar les fraccions, obtenim
{\displaystyle 1^{2}=i^{2}\ }
I donat que {\displaystyle i^{2}=-1} tenim com a resultat
{\displaystyle 1=-1\ }
Q.E.D.
Aquesta demostració no és vàlida, ja que en realitat {\displaystyle i={\sqrt {-1}}} no és una definició correcta en el cos de nombres complexes no reals. En el cos dels nombres reals, l'arrel d'un nombre real positiu retorna l'arrel positiva, però en el cos dels complexos no es pot definir un ordre compatible amb l'estructura algebraica, per tant les arrels de {\displaystyle -1} corresponen tant a {\displaystyle i} com a {\displaystyle -i} sense preferència per cap de les dues. Així {\displaystyle {\sqrt {-1}}} no està bien definit.

### Demostració que 1 és menor que 0
Suposem que
{\displaystyle x<1}
Ara apliquem el logaritme a les dues bandes. Podem fer-ho sempre que x > 0, per què els logaritmes creixen monòtonament. Si tenim en compte que el logaritme d'1 és 0, tindrem
{\displaystyle \ln x<0}
Si dividim per ln x obtenim
{\displaystyle 1<0}
Q.E.D.
L'error es troba en l'últim pas, en la divisió. Estem dividint per un nombre negatiu, ja que hem dit que
{\displaystyle \ln x<0}. Una multiplicació o divisió per un nombre negatiu inverteix el símbol de desigualtat, de manera que obtindríem 1 > 0, que, per cert, és correcte.

### Demostració que 2 equival a 1
Siguin a i b dos quantitats iguals. S'obté que:
| a              | = | b        |
| a²             | = | ab       |
| a² - b²        | = | ab - b²  |
| (a - b)(a + b) | = | b(a - b) |
| a + b          | = | b        |
| b + b          | = | b        |
| 2b             | = | b        |
| 2              | = | 1        |

Q.E.D.
La fal·làcia es troba a la línea 5: implica una divisió per a-b, que és zero com que a equival a b. Donat que la divisió per zero no està definida, la demostració no és vàlida-
Amb el mateix sistema també podríem demostrar una altra fal·làcia, que a = 0, perquè si: a + b = b => a = b - b => a = 0

### Demostració que 4 equival a 2
4 = 4
Restem 4 a les dues bandes
4 - 4 = 4 - 4
A un costat factoritzem utilitzant la "suma per la seva difèrencia" i a l'altre costat factoritzem per 2
(2 - 2) (2 + 2) = 2 (2 - 2)
Cancel·lem els termes iguals a cada costat de l'equació (2 - 2)
(2 + 2) = 2
Obtenim doncs
4 = 2
Q.E.D.
La fal·làcia es troba en el pas de la línia 3 a la 4, ja que implica una divisió per (2 - 2) que és zero, com que la divisió per zero no està definida, la demostració no és vàlida.

### Demostració queaequival ab
Comencem per
a - b = c
Elevem al quadrat als dos costats de la igualtat
a² - 2ab + b² = c²
Com que (a - b)(c) = c² = ac - bc, podem reescriure-ho com
a² - 2ab + b² = ac - bc
Si ho reordenem tenim
a² - ab - ac = ab - b² - bc
Factoritzem els dos costats
a(a - b - c) = b(a - b - c)
Dividim tots dos per (a - b -c)
a(a - b - c) = b(a - b - c)
Finalment
a = b
Q.E.D.
La fal·làcia consisteix que si a - b = c, aleshores a - b - c = 0, per tant hem fet una divisió per zero, invalidant la demostració.

### Demostració que 0 equival a 1
| 0 | = | 0 + 0 + 0 +...                          |                         |
|   | = | (1 − 1) + (1 − 1) + (1 − 1) +...        |                         |
|   | = | 1 + (−1 + 1) + (−1 + 1) + (−1 + 1) +... | (Propietat associativa) |
|   | = | 1 + 0 + 0 + 0 +...                      |                         |
|   | = | 1                                       |                         |

Q.E.D.
L'error es troba en el fet que la propietat associativa no es pot aplicar lliurement a sumes infinites. Segons Guido Ubaldus, això demostrava que Déu existeix, ja que s'havia "creat" alguna cosa del no-res.

## Consulteu també
- Fal·làcia